# Aviators'ke
Aviators'ke (in ucraino Авіаторське?) è un insediamento di tipo urbano (селище міського типу) dell'Ucraina, situato nell'oblast' di Dnipropetrovs'k.

## Posizione geografica
L'insediamento di tipo urbano Aviatorskoye si trova a 3 km dalla riva destra del fiume Dnieper, a 3 km dalla città di Dnieper e a 2,5 km dal villaggio di Starye Kodaki.